# سورن آبراهامیان (سیاستمدار)
سورن آبراهامیان (Սուրեն Աբրահամյան؛ زادهٔ ۱۴ ژانویهٔ ۱۹۴۷) یک فرد نظامی و سیاستمدار اهل ارمنستان است که از تاریخ ۱۵ ژوئن ۱۹۹۹ تا ۱ نوامبر ۱۹۹۹ تاریخ  سمت وزیر امور داخلی جمهوری ارمنستان را برعهده داشت.

## زندگی‌نامه
در ۱۴ ژانویه ۱۹۴۷ در ایروان به دنیا آمد و از دانشگاه پلی‌تکنیک ارمنستان فارغ‌التحصیل شد. 